# Marcador de referencia

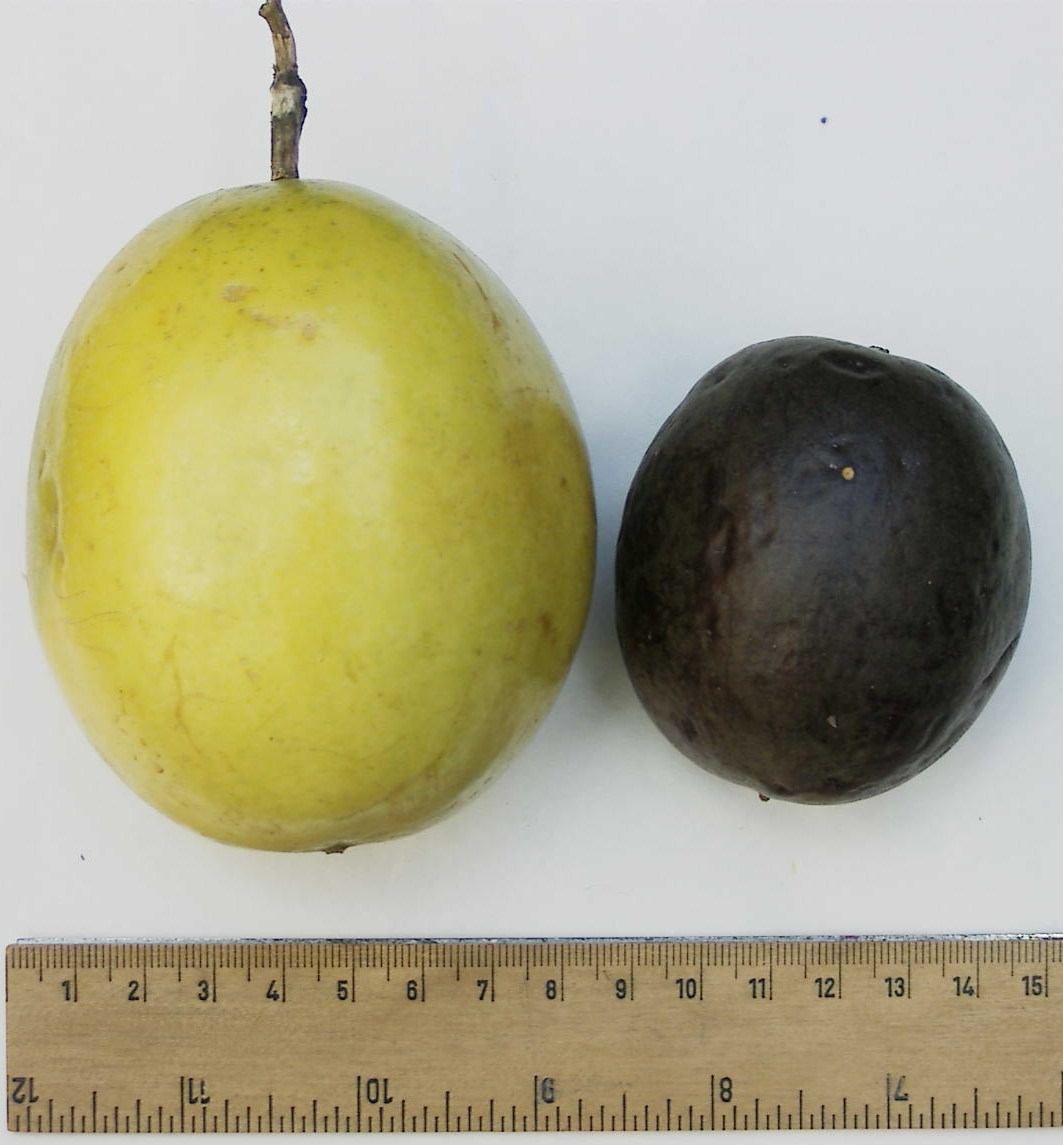
Una regla utilizada como marcador fiduciario

Un marcador de referencia, marcador fiduciario o fiducial es un objeto colocado en el campo de visión de un sistema de imágenes que aparece en la imagen producida, para su uso como punto de referencia o medida. Puede ser algo colocado dentro o sobre el sujeto de la imagen, o una marca o conjunto de marcas en la retícula de un instrumento óptico.

## Aplicaciones

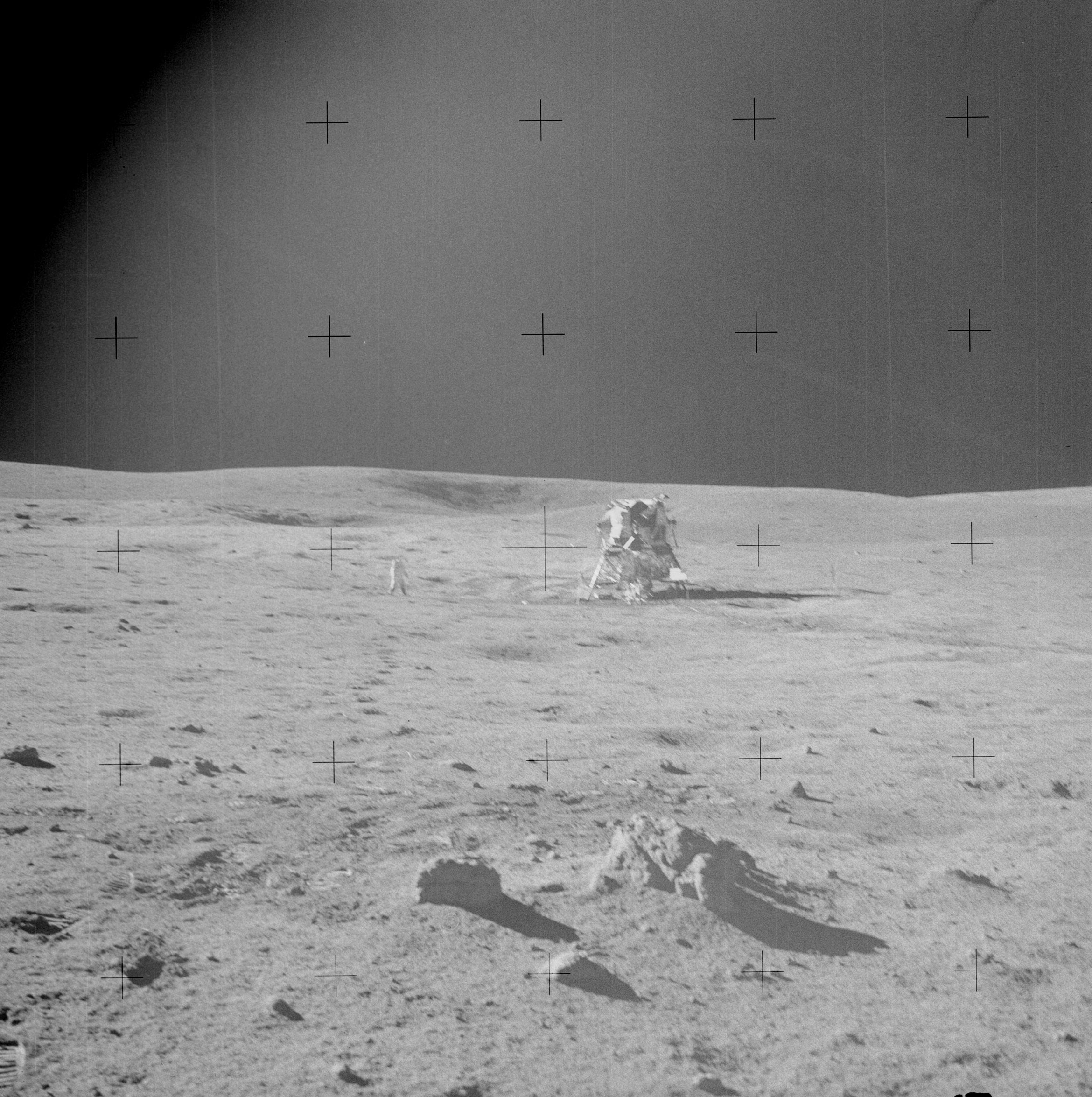
En las fotografías de la NASA, las retículas en forma de cruz en una placa Réseau permiten detectar y corregir las distorsiones debidas al procesamiento y la manipulación.

En microscopía óptica de alta resolución, los fiduciales se pueden utilizar para estabilizar activamente el campo de visión. Estabilización a mejor que 0.1 nm es alcanzable.

### Física
En física, gráficas en 3D y en fotografía, los marcadores son puntos de referencia: puntos o líneas dentro de la escena con los cuales pueden ser medidos o relacionados otros objetos. Estos puntos son producidos por cámaras con placas de red generalmente utilizadas por la NASA.

### Estudio geocientífico
En geofísica, los marcadores de referencia son secuencias de números utilizados en los instrumentos geofísicos a la hora de realizar un vuelo de estudio. Esta aplicación del término evolucionó desde la ortofotografía la cual era utilizada para localizar líneas de estudio en los primeros días de la aviación con fines de estudio geofísico. Este método de posicionamiento ha sido reemplazado por los GPS, pero el término sigue siendo utilizado para referirse a los datos obtenidos durante el vuelo.
Los marcadores también pueden ser utilizados para recrear  características difíciles de entender de una imagen, como también pueden simplificar procesos computarizados de captura de imágenes tales como la captura de movimiento, al proveer características que permiten seguir más fácilmente los movimientos de ese sujeto seleccionado.

### Realidad virtual
En realidad aumentada o realidad virtual, los marcadores usualmente son utilizados en objetos dentro de una escena para que estos puedan ser reconocidos dentro de la misma. Por ejemplo, para rastrear un objeto, un diodo emisor de luz es aplicado a un marcador. Conociendo el color de la luz emitida, el objeto puede ser identificado fácilmente dentro de la imagen.
La apariencia de los marcadores en imágenes puede ser utilizada para realizar una escala de la imagen o relacionar imágenes independientes. Al ubicar el marcador en ubicaciones conocidas del sujeto, la escala de la imagen resultante será determinada mediante la comparación de las posiciones de los marcadores del sujeto y de la imagen. En fotogrametría, los marcadores de la cámara deben ser ubicados de tal manera que puedan identificar la posición del punto principal, mediante un proceso llamado "colimación". Este sería un uso creativo de como el término colimación es entendido hoy en día.

### Conjuntos de marcadores fiduciales

El código QR para la URL de la página principal de Wikipedia en inglés para móviles incluye cuatro marcadores de referencia.

Algunos lectores de códigos de barras pueden estimar la traslación, la orientación y la profundidad vertical de un código de barras de tamaño conocido en relación con el lector de códigos de barras.
Algunos conjuntos de marcadores fiduciales están diseñados específicamente para permitir una detección rápida y de baja latencia de la estimación de posición 6D (ubicación 3D y orientación 3D) y la identidad de cientos de marcadores fiduciales únicos. Por ejemplo, los marcadores ArUco, el marcador WhyCon, los marcadores WhyCode, los fiduciales «amoeba» reacTIVision, los fiduciales d-touch, o las etiquetas circulares de código de barras TRIP (ringcodes).

### Imágenes médicas
Los marcadores son usados en gran medida a la hora de tomar una imagen médica de un tratamiento. Las imágenes de un mismo sujeto tomadas con dos diferentes sistemas pueden ser relacionadas mediante la utilización de  marcadores de referencia en ambas imágenes. En este caso, en ambos sistemas de captura de imágenes habrá un marcador que podrá ser usado. Mediante este método, la información obtenida por SPECT  o por Tomografía por emisión de positrones puede ser relacionada con la obtenida por imagen por resonancia magnética(IRM).
De manera similar, los puntos de referencia establecidos durante la resonancia magnética se pueden correlacionar con imágenes cerebrales generadas por magnetoencefalografía para localizar la fuente de actividad cerebral. Dichos puntos o marcadores fiduciales a menudo se crean en imágenes tomográficas, como imágenes de tomografía computarizada, resonancia magnética y tomografía por emisión de positrones utilizando dispositivos como el localizador N y el localizador Sturm-Pastyr.

#### ECG
En electrocardiografía, los marcadores de referencia son marcas homólogos a líneas isoeléctricas u ondas individuales como la PQRST.

#### Biología celular
En procesos tales como el de seguir una molécula marcada, mientras se incorpora en algún polímero más grande, los marcadores se pueden utilizar para seguir la dinámica de crecimiento/contracción del polímero, así como su movimiento. Comúnmente se usan marcadores fluorescentes sobre monómeros de bio-polímeros. El trabajo de medir y cuantificar lo que sucede en ellos emplea métodos físicos e imágenes computacionales  tales como interferometría de moteado.

#### Seguimiento de insectos sociales

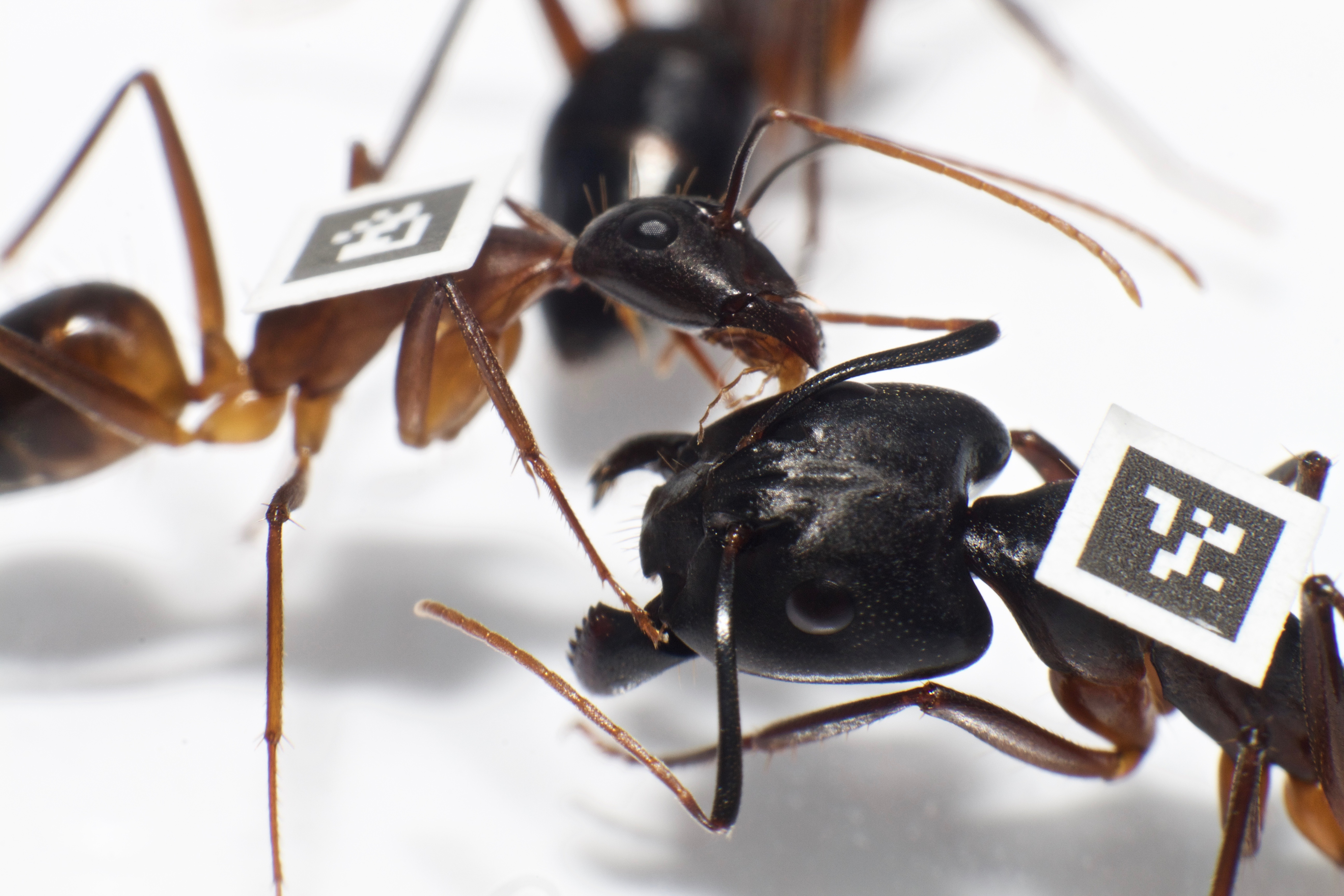
hormigas obreras etiquetadas con marcadores fiduciales

Los sistemas automatizados de seguimiento del comportamiento se utilizan para estudiar la organización de las colonias de insectos sociales y el comportamiento de los miembros individuales de la colonia. Estos sistemas combinan marcadores fiduciales y visión artificial para generar la ubicación y orientación de los miembros de la colonia varias veces por segundo y, entre otras ideas, han revelado la estructura de la red social de la hormiga Camponotus fellah .

#### Radioterapia
En los sistemas de radioterapia y radiocirugía, los puntos de referencia son puntos de referencia en el tumor para facilitar los objetivos correctos para el tratamiento. En neuronavegación, un «sistema de coordenadas espaciales fiduciarias» se utiliza como referencia, para su uso en neurocirugía, para describir la posición de estructuras específicas dentro de la cabeza o en cualquier otra parte del cuerpo. Dichos puntos de referencia o puntos de referencia a menudo se crean en imágenes de resonancia magnética e imágenes de tomografía computarizada utilizando el localizador N o el localizador Sturm-Pastyr.

### PCB

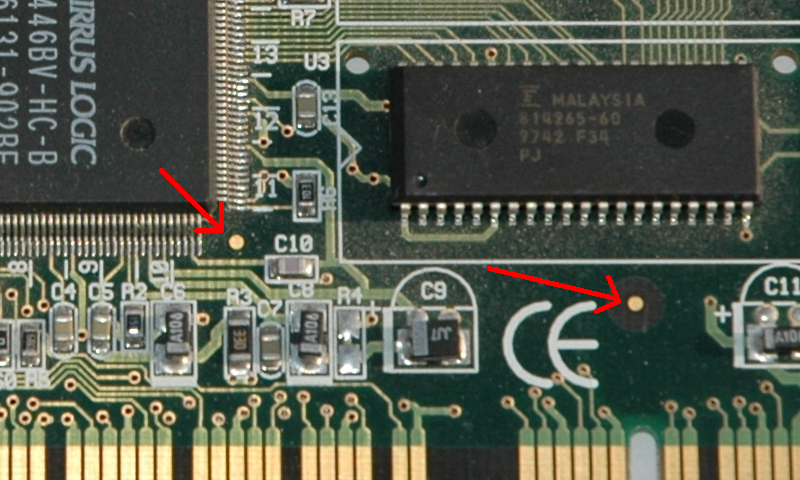
Marcador de referencia para un chip a la izquierda y toda la PCB debajo

En las  placas de circuito impreso (PCB), los marcadores de referencia permiten al equipo de montaje automatizado localizar y colocar con precisión cada pieza en la placa. Estos permiten localizar el patrón del circuito, proporcionando puntos comunes que pueden medirse. Generalmente se obtienen dejando un área circular sin cubrir con la máscara de soldadura en el borde de la placa. De manera que se obtiene un círculo que expone el cobre que hay debajo. Este disco metálico puede ser estañado o tratado de algún otro modo, aunque el cobre desnudo es lo más común si no se trata de un contacto conductor de corriente. Como alternativa, es posible utilizar máscara de soldadura transparente para cubrir los marcadores. Por otro lado, a fin de reducir al mínimo los errores de redondeo es una buena práctica colocar los marcadores de referencia en la misma rejilla que se utiliza para colocar las piezas, o en algún múltiplo de ella. Sin embargo, esto no siempre es posible en placas de alta densidad de componentes e incluso puede no ser un requisito con un equipo de precisión suficientemente alta.

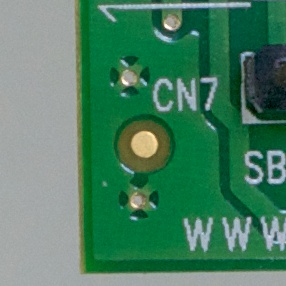
Un marcador de referencia circular chapado en oro.

La mayoría de los dispositivos que se utilizan para el montaje son transportadores de riel, con la placa sujeta al montaje. Cada placa se sujeta de forma un poco diferente a las demás, cuya varianza es por lo general de pocas décimas de milímetro ya que el montaje se arruinaría sin la debida calibración. De esta manera, un PCB tendrá tres campos  de robots los cuales determinaran la orientación adecuada de la placa. Mediante la medición de la ubicación de los campos dentro de la placa, la máquina va creando una memoria sobre los mismos, permitiendo así calcular cuales piezas deberán ser movidas para que se tenga un montaje exitoso.
Usando tres marcadores se permite a la máquina determinar los ejes Y y x, así como determinar si la placa ha rotado, lo cual le permitirá rotar partes para ubicarlas correctamente. Para aquellas que requieren un alto grado de precisión, tales como un circuito integrado se utilizan paquetes de chips con una gran cantidad de cables finos, con los cuales se procura colocar las piezas requeridas con una mayor precisión. Por otro lado , las placas de poca precisión solo tienen como máximo dos marcadores o utilizan marcadores aplicándolos al proceso de impresión de la mayoría de las tablas de circuitos, incluso algunas placas de muy baja precisión utilizan agujeros de tornillo para ubicar el montaje, que a pesar de sistematizar el proceso y volverlo más rápido, representa una gran perdida de precisión de su habilidad de posicionamiento. Para la creación de prototipos y la producción de lotes pequeños, el uso de una cámara fiduciaria puede mejorar en gran medida el proceso de fabricación de placas. Al ubicar automáticamente los marcadores fiduciales, la cámara automatiza la alineación del tablero. Esto ayuda con las aplicaciones multicapa y de adelante hacia atrás, lo que elimina la necesidad de fijar pines.

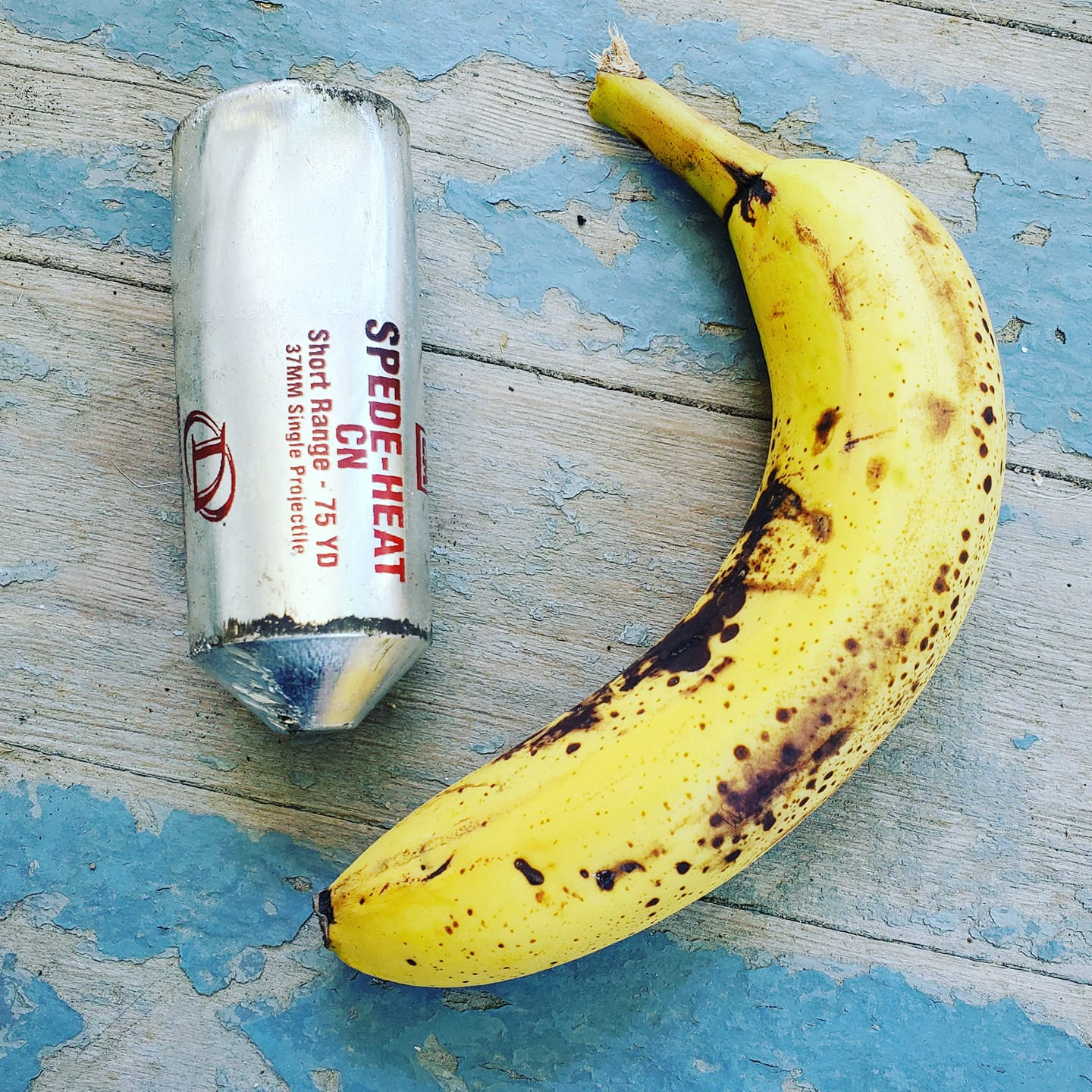
Un proyectil de agente antidisturbios con un plátano a escala.

## Plátano como escala
«Plátano como escala» se refiere a un meme de Internet que involucra el uso de un plátano como marcador fiduciario. El meme comenzó en agosto de 2010, cuando un hombre publicó en Facebook una foto de una caja fuerte con un plátano al lado. A partir de ahí, el meme se difundió principalmente a través de Reddit; The Daily Dot comentó que «[el meme] se había convertido en un juego hilarante en el que los usuarios de Reddit intentaban enfrentarse entre sí. Es una tendencia en la misma línea que el entarimado».

## Impresión
En la impresión de color, los marcadores-también llamados «registro negro» se utilizan para imprimir placas que puedan ser alineadas correctamente entre sí; esto se hace en colores tales como el cian, magenta, amarillo y negro.